# Marcel Kolaja

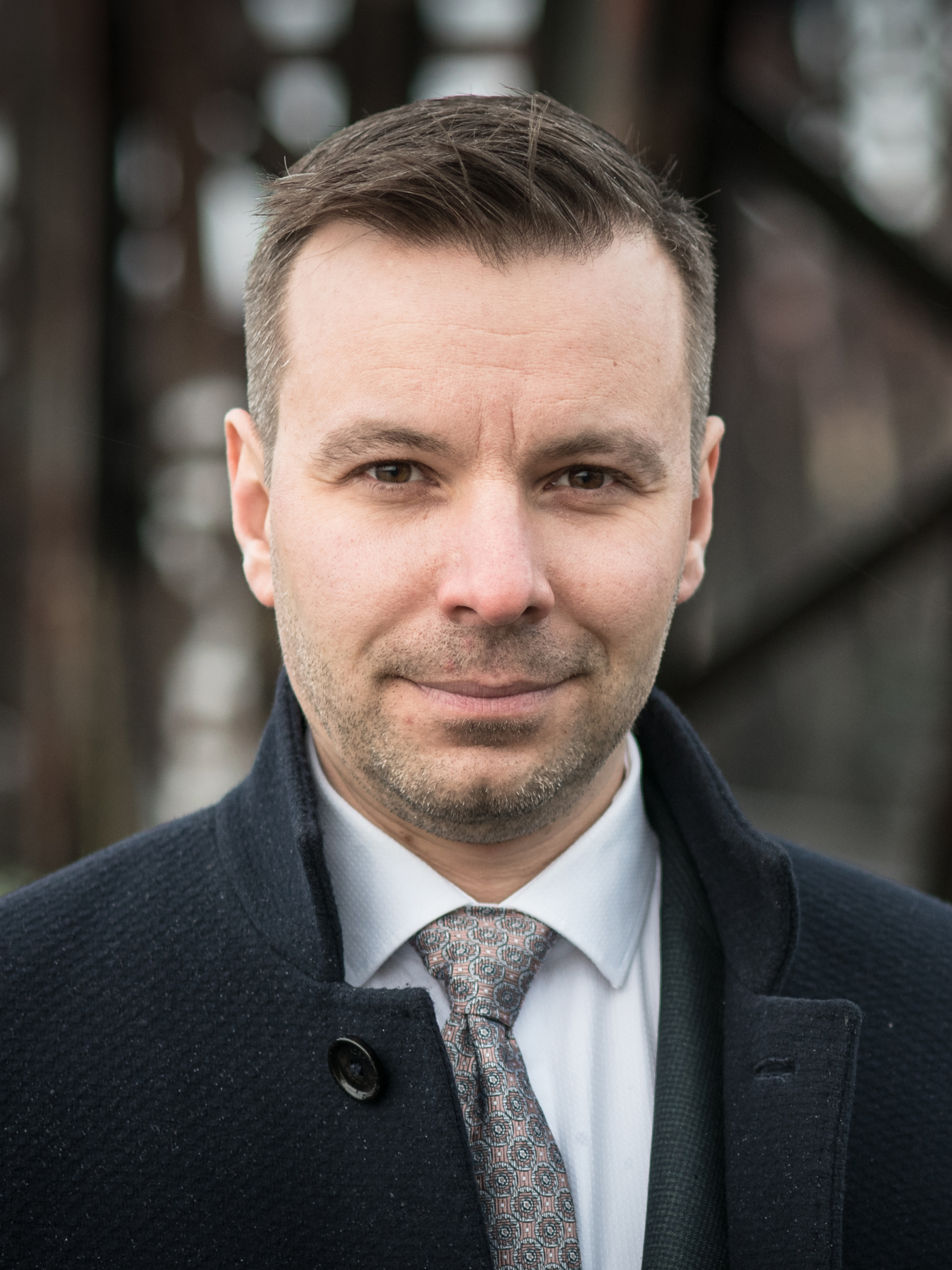
Marcel Kolaja (2021)

Marcel Kolaja (* 29. Juni 1980 in Moravská Třebová) ist ein tschechischer Politiker der Česká pirátská strana. Im Zuge der Europawahl 2019 gewann er ein Mandat und ist seitdem Mitglied des neunten Europäischen Parlaments als Teil der Fraktion Die Grünen/EFA. Das Parlament wählte ihn zudem zu einem der 14 Vizepräsidenten des Europäischen Parlaments.

## Leben

### Ausbildung
Marcel Kolaja studierte Informatik an der Masaryk-Universität in Brünn. Während seines Studiums interessierte er sich besonders für Freie Software und engagierte sich besonders in der tschechischen Lokalisierung zahlreicher Anwendungen. Als Vorstandsmitglied des Vereins tschechischer Linux-Benutzer setzte er sich unter anderem gegen die Einführung von Software-Patenten in der Europäischen Union ein. Nach seinem Studium blieb er in Brünn und arbeitete als Produktmanager für die tschechische Filiale des Softwareunternehmens Red Hat.

### Politisches Engagement

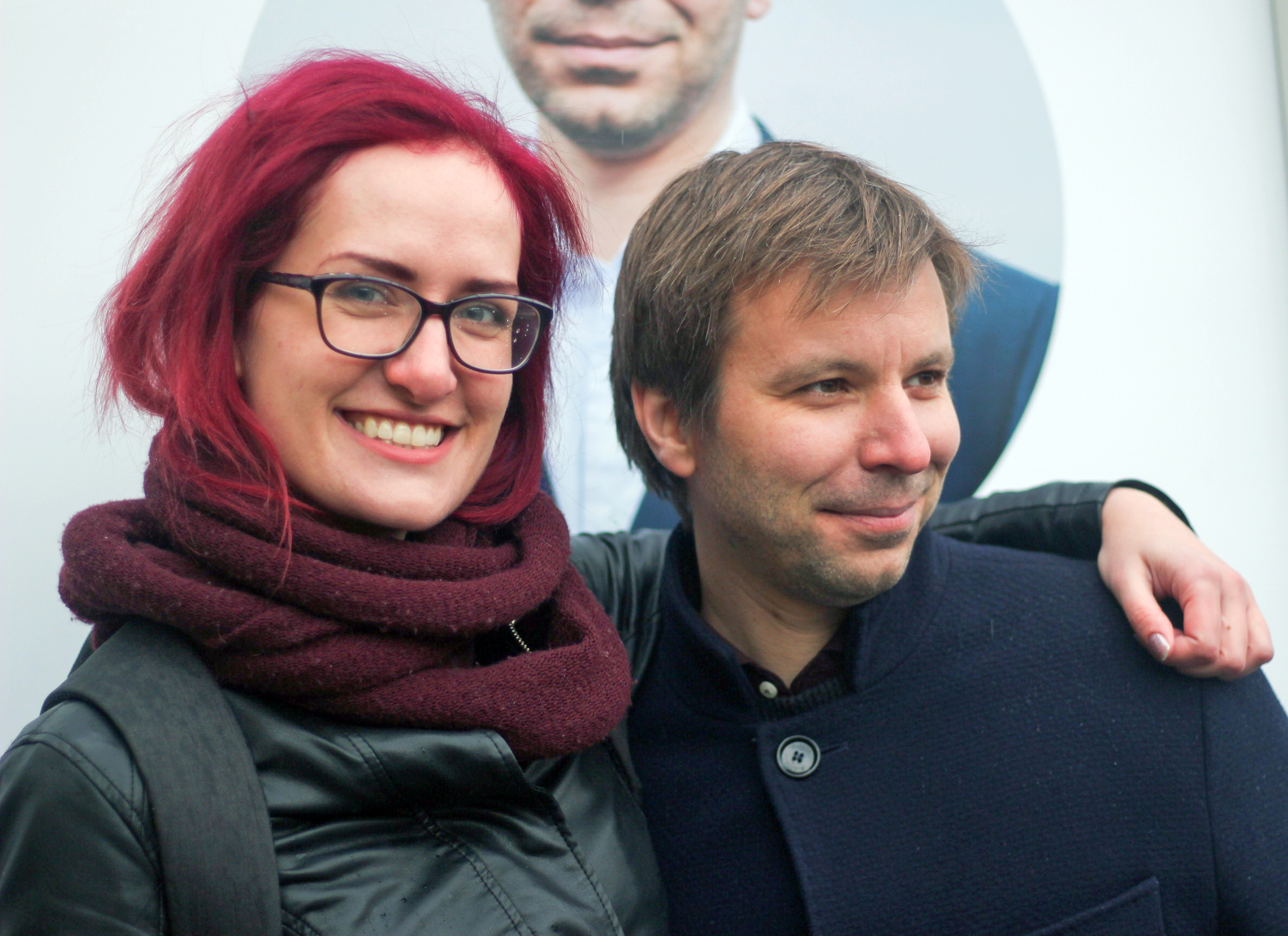
Marcel Kolaja (r.) zusammen mit Markéta Gregorová (l.), ebenfalls bei der Europawahl 2019 gewählte tschechische Piraten-Abgeordnete

Kolaja trat 2010 der Partei der tschechischen Piraten (Česká pirátská strana) bei und begann sich politisch zu engagieren. Von März 2011 bis November 2011 leitete er neben dem Niederländer Samir Allioui den internationalen Weltverband der Piratenparteien, Pirate Parties International. Von August 2012 bis Mai 2013 war er als Beisitzer im Vorstand der tschechischen Piratenpartei.
Für die Europawahl 2014 nominierte die Partei ihn für den zweiten Listenplatz. Die Partei gewann jedoch nur 4,78 Prozent und überschritt damit nicht die notwendige Sperrklausel von fünf Prozent.
Für die Europawahl 2019 kandidierte Kolaja für den ersten Listenplatz und setzte sich im innerparteilichen Vorwahlverfahren durch. Bei der Wahl konnte die Piratenpartei im Vergleich zu 2014 deutlich an Stimmen gewinnen: Mit 13,95 Prozent der Stimmen gewann die Partei drei der 21 tschechischen Mandate. Zusammen mit Markéta Gregorová und Mikuláš Peksa trat Kolaja nach längeren Verhandlungen der Fraktion Die Grünen/EFA bei. Zur Diskussion stand im Voraus auch ein Beitritt zur ALDE-Fraktion (heute Renew Europe), wobei die Piraten es ablehnten, mit der tschechischen Regierungspartei ANO in einer Fraktion zu sein.
In der konstituierenden Sitzung wählte das Europäische Parlament Kolaja zu einem der 14 Vizepräsidenten des Parlaments. Damit ist er für seine Fraktion Mitglied im Präsidium des Europäischen Parlaments, des Weiteren ist er Mitglied im Ausschuss für Binnenmarkt und Verbraucherschutz und stellvertretendes Mitglied im Ausschuss für Kultur und Bildung.